# 타투 (만화)
타투는 만화가 노지현이 2006년 1월 5일부터 8월 3일까지 네이버 웹툰에서 연재한 웹툰이다. 네이버 웹툰 서비스가 시작된 후 가장 먼저 완결된 웹툰이다.